# 河辺川
河辺川（かわべがわ）は、京都府舞鶴市を流れる二級水系の本流。

## 地理
京都府舞鶴市の大浦半島の東側・東大浦地区の大山峠に源を発し、河辺由里、西屋、中田地区などを経て舞鶴湾（若狭湾）へ注ぐ。

## 特徴
河口は、舞鶴湾の東港の北側、平湾の奥まったところに位置しており、ほとんど海面が荒れない場所である。この辺りは、終戦後、引き揚げが行われた場所であり、現在は平工業団地、舞鶴引揚記念公園・舞鶴引揚記念館、復元された引揚桟橋がある。
中流付近は、京都府道561号田井中田線が並走しており、のどかな田園風景を醸し出している。
上流付近では、一転して険しい峠となっており、道路は激しく蛇行している。また、舞鶴屈指の豪雪地帯である大山地区に端を発する。
なお、峠を境に北側は野原川の源流となっている。

## 流域の自治体
京都府
- 舞鶴市

## 主な支流
- 河辺由里川
- 室牛川
- 西屋川
- 千田川
- 友谷川